# Frederico III Jacó de Hesse-Homburgo
Frederico III Jacob de Hesse-Homburgo (19 de maio de 1673 - 8 de junho de 1746) foi governante do estado de Hesse-Homburgo de 1708 até à sua morte.

## Família
Frederico III Jacob era o segundo filho, primeiro varão, do conde Frederico II de Hesse-Homburgo e da sua esposa, a duquesa Luísa Isabel da Curlândia. Os seus avós paternos eram o condes maternos eram o duque Jacob Kettler da Curlândia e a marquesa Luísa Carlota de Brandemburgo.

## Casamentos e descendência
Frederico casou-se primeiro com a condessa Isabel Doroteia de Hesse-Darmstadt no dia 24 de fevereiro de 1700. Tiveram nove filhos:
- Natimorto (27 de novembro de 1700)
- Frederica Doroteia de Hesse-Homburgo (29 de setembro de 1701 - 11 de março de 1704), morreu aos dois anos de idade.
- Frederico Guilherme de Hesse-Homburgo (1 de outubro de 1702 - 19 de agosto de 1703), morreu aos nove meses de idade.
- Luísa Guilhermina de Hesse-Homburgo (2 de dezembro de 1703 - 20 de agosto de 1704), morreu aos oito meses de idade.
- Luís Gruno de Hesse-Homburgo (15 de janeiro de 1705 - 12 de outubro de 1745), casado com Anastásia Ivanovna Trubetskaya; com descendência.
- João Carlos de Hesse-Homburgo (24 de agosto de 1706 - 10 de maio de 1728), morreu aos 21 anos de idade; sem descendência.
- Ernestina Luísa de Hesse-Homburgo (29 de novembro de 1707 - 19 de dezembro de 1707), morreu com poucos dias de idade.
- Natimorto (17 de fevereiro de 1713)
- Frederico de Hesse-Homburgo (2 de setembro de 1721 - 16 de novembro de 1721), morreu com um mês de idade.

Depois da morte de Isabel, Frederico casou-se com a condessa Cristiana Carlota de Nassau-Ottweiler, viúva do conde Karl Ludwig von Nassau-Saarbrücken, de quem não teve filhos.